# Ronnie Flex
Ronell Langston Plasschaert alias Ronnie Flex (né le 16 avril 1992 à  Capelle aan den IJssel), est un rappeur néerlandais d'origine surinamaise et moluquoise. Ronnie Flex a fait des grosses collaborations , on peut noté le célèbre producteur Maaly Raw dans sa tracklist ainsi que des feats avec Jacin Thrill aussi connu sur la scène néerlandaise.

## Discographie

### Albums studio
- 2014:  De nacht is nog jong, net als wij voor altijd
- 2015:  New Wave
- 2018:  « NORI »
- 2021: Altijd samen

### Singles
- 2014 : Zusje
- 2015 : Kan er niet omheen feat. Jonna Fraser, Lijpe et KM
- 2015 : Drank & Drugs avec Lil' Kleine
- 2015 : Zeg dat niet
- 2015 : Nigga als ik
- 2015 : Hoog/Laag
- 2015 : Vallen in de club
- 2015 : Investeren in de liefde
- 2015 : Liegen voor de rechter
- 2015 : Het is zover
- 2015 : Laten gaan
- 2015 : Niemand feat. Mr. Polska
- 2015 : Ik zag je staan
- 2015 : Wij zijn altijd
- 2016 : Plek als dit
- 2017 : Dat is money feat. Ali B
- 2017 : Energie feat. Frenna
- 2017 : Bijna feat. Lil Kleine
- 2017 : Come again feat. Boef
- 2017 : 4/5
- 2017 : Blijf bij mij feat. Maan
- 2017 : Rémi

## Vie privée
Il est le beau frère du rappeur ADF Samski.